# Francisco Lázaro
 Francisco Lázaro  (Lisabon, 21. siječnja 1891., Stockholm 15. srpnja 1912.) je portugalska atletičar maratonac. Sudjelovao je na Olimpijskim igrama u Stockholmu.
Lazaro je isto tako bio i prvi atletičar koji je umro za vrijeme maratonske utrke na Olimpijskim igrama. Nesreća se dogodila na 29. kilometru utrke. Mislilo se da je uzrok smrti dehidratacija, zbog toga što je u vrijeme utrke zabilježena visoka temperatura zraka. Kasnije je otkriveno da je Lazaro veliki dio tijela prekrio voskom, kako bi spriječio opekotine od sunca. Vosak je uzrokovao smanjeno znojenje organizma (hipohidrozu), što je dovelo do toplinskoga udara.